# Stadtplan von Nippur

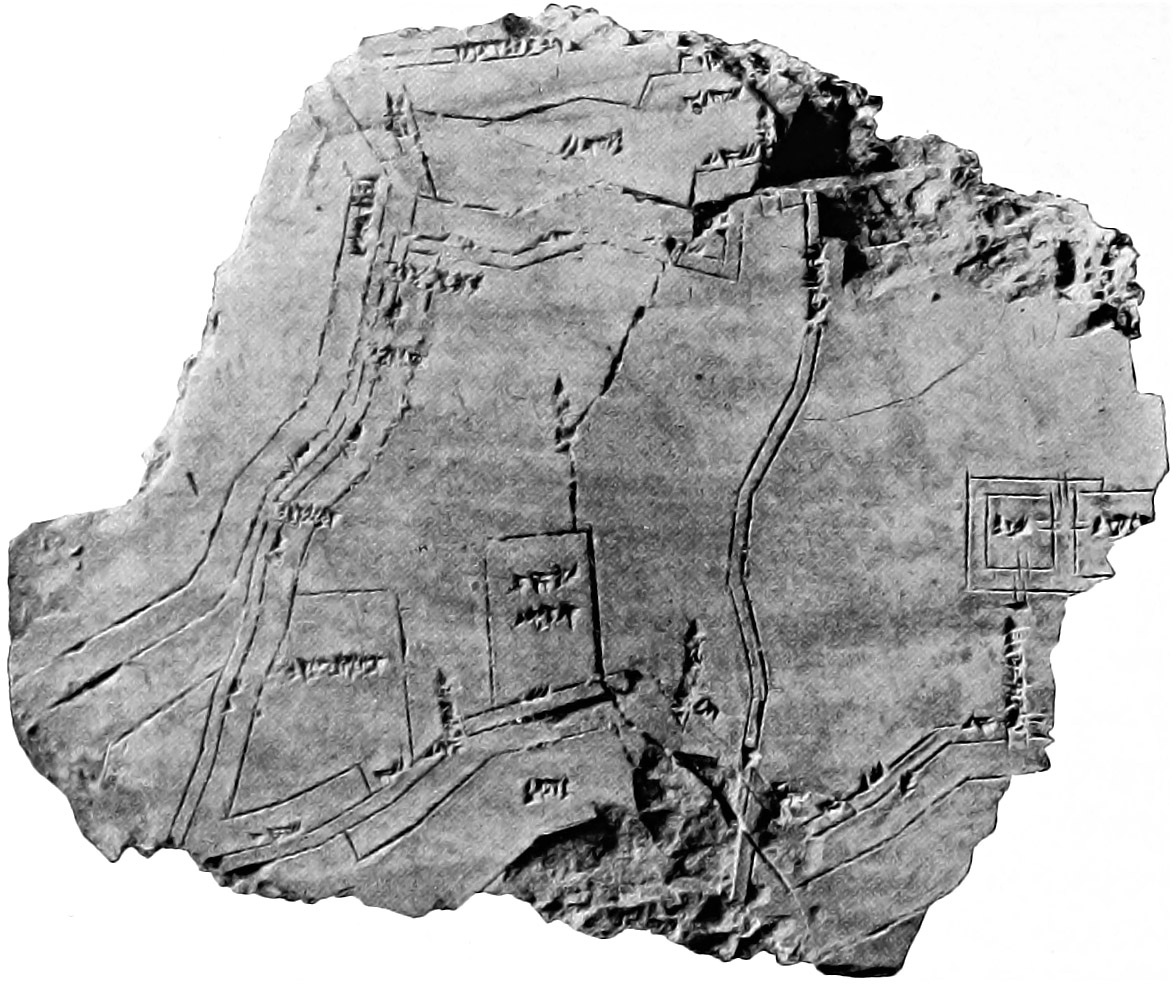
Tontafel mit dem Stadtplan von Nippur

Der Stadtplan von Nippur aus der Mitte des 2. Jahrtausends v. Chr. ist das Fragment einer altorientalischen Tontafel mit einer topographischen Darstellung der Stadt Nippur (im heutigen Irak), des religiösen Zentrums Mesopotamiens. Die Karte wird häufig auch als der älteste bekannte Stadtplan der Welt bezeichnet und ist damit ein bedeutendes Artefakt aus der frühen Geschichte der Kartografie.
Die Tontafel ist heute 21,5 mal 17 Zentimeter groß, 4,3 Zentimeter dick und in gut erhaltenem Zustand. Sie wurde während der vierten Ausgrabungskampagne der University of Pennsylvania zwischen 1899 und 1900 unter der Leitung des deutsch-amerikanischen Assyriologen Hermann Volrath Hilprecht gefunden. Heute befindet sich die Tafel als Teil der Hilprecht-Sammlung an der Friedrich-Schiller-Universität Jena.

## Geschichtlicher Hintergrund

Karte von Babylonien zur Zeit Hammurapis

Nippur war eine der ältesten Städte Mesopotamiens und lag zur Zeit der Sumerer am Fluss Euphrat (welcher heute weiter westlich verläuft). Siedlungsspuren reichen bis in das fünfte vorchristliche Jahrtausend zurück. Die Stadt war das religiöse Zentrum Sumers, in seiner Bedeutung vergleichbar mit dem heutigen Mekka oder Jerusalem. In Nippur befand sich der Tempel Enlils, des Hauptgottes des sumerischen Pantheons.
Ihre erste größte Ausdehnung erreichte die Stadt in der sogenannten Ur-III-Zeit – der sumerischen Renaissance – um 2100 v. Chr. In den folgenden vier Jahrhunderten schrumpfte Nippur jedoch wieder, während es zwischen den südmesopotamischen Städten zu Rivalitätskämpfen kam. Schließlich verschob sich die politische und religiöse Macht im 18. Jahrhundert v. Chr. unter der Herrschaft Hammurapis nach Babylon in den Norden. Der babylonische Gott Marduk verdrängte Enlil und Nippur verlor somit an Bedeutung als religiöses Zentrum. Hammurapis Sohn Šamšu-iluna verlor schließlich die Kontrolle über die südlichen Städte Mesopotamiens. Dort kam es zu Unruhen, und ein Großteil der Bevölkerung floh in den Norden. Nippur litt überdies unter Wassermangel, nachdem Šamšu-iluna den Lauf des Euphrats umlenkte, um somit seinen Widersacher Rim-Sin II in die Knie zu zwingen, der Nippur um 1742 v. Chr. besetzt hielt. In der Folge verödeten die südlichen Städte fast vollständig. Nach 1720 v. Chr. war von Nippur vermutlich kaum mehr als ein kleines Dorf übrig.
In der Mitte des 2. Jahrtausends v. Chr. eroberten die Kassiten Babylonien und bauten zahlreiche alte sumerische Städte wieder auf. Die Kassiten fanden Nippur nach mehreren Jahrhunderten der Verwüstung zerfallen und von Sanddünen überdeckt vor. Bei der Rekonstruktion der Stadt im 14. und 13. Jahrhundert v. Chr. orientierte man sich an den Grundrissen der Vorgängerbauten. Es wird daher angenommen, dass die Kassiten selbst archäologische Ausgrabungen vornahmen, um verschollene Gebäude zu identifizieren. In etwa jene Zeit wird die Entstehung der Tontafel mit dem Stadtplan datiert.

## Archäologische Aspekte

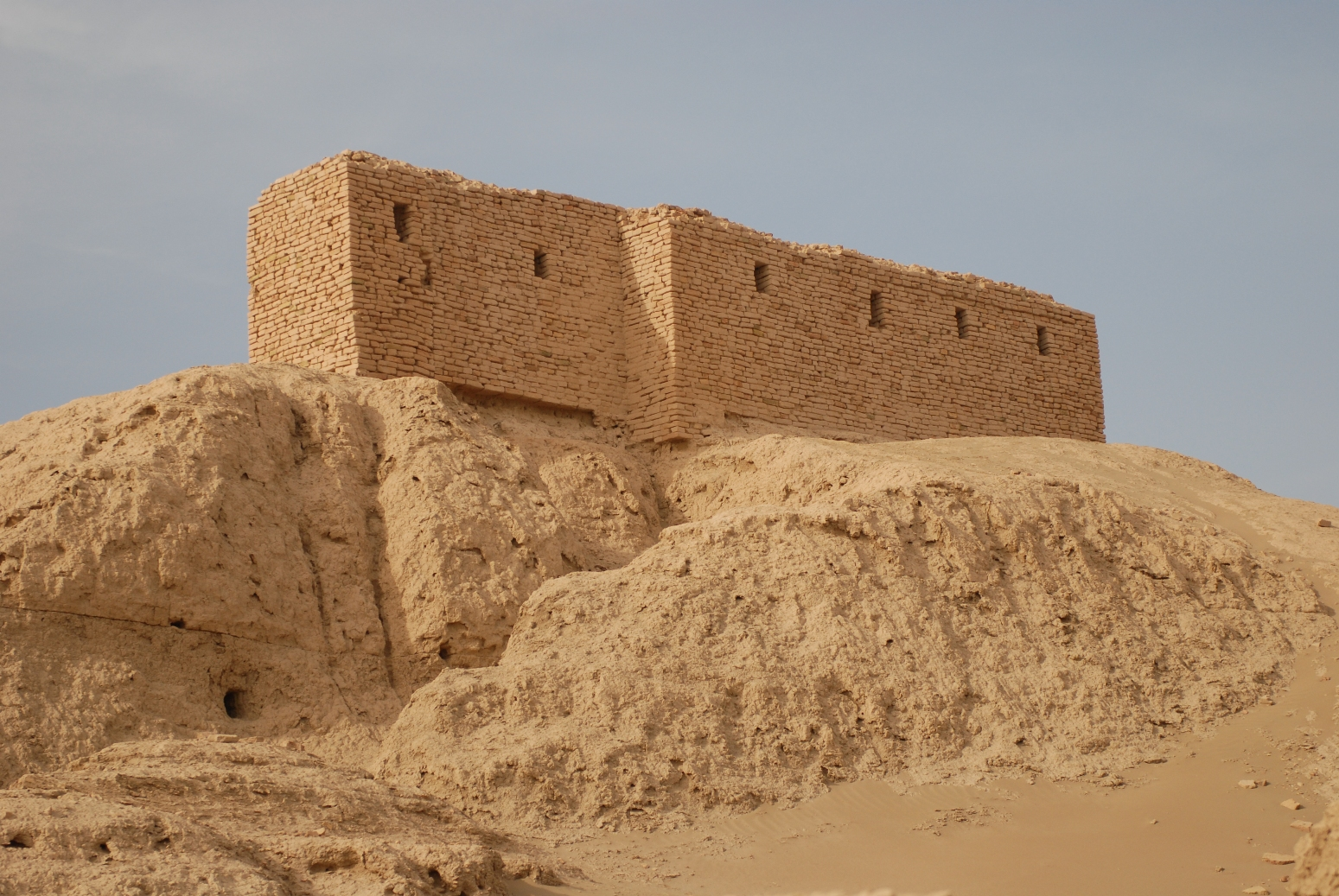
Ruinen der Zikkurat in Nippur

### Fundsituation
In seinem Buch Explorations in Bible Lands schreibt Hermann Volrath Hilprecht über die von ihm geleiteten Ausgrabungen in Nippur. Demnach wurde das Fragment mit dem Stadtplan unmittelbar nach seiner Ankunft an der Ausgrabungsstätte im März 1900 in einem Terrakottagefäß gefunden, welches insgesamt etwa zwanzig wertvolle Tontafeln aus verschiedenen Epochen enthielt. Nach Hilprechts Interpretation stellt der Inhalt des Gefäßes eine Art kleines Museum eines altertümlichen Sammlers aus dem Neubabylonischen Reich des 6. Jahrhunderts v. Chr. dar.
Kurz nach der Veröffentlichung von Explorations in Bible Lands erhob der ehemalige Expeditionsleiter der Ausgrabungskampagne John P. Peters öffentlich Vorwürfe gegen Hilprecht, er habe irreführende Angaben über die Herkunft einzelner Fundstücke gemacht; in seinem Buch habe Hilprecht versucht, den Eindruck zu erwecken, Stücke früherer Grabungen seien später unter seiner Leitung ausgegraben worden. Die sogenannte Peters-Hilprecht-Kontroverse erlangte 1905 ob der Popularität Hilprechts öffentliche Aufmerksamkeit und sorgte für einige Schlagzeilen in den Tageszeitungen jener Zeit. Einer der Streitpunkte war auch der genaue Fundort der Tafel mit dem Stadtplan. Die Universität von Pennsylvania setzte zur Aufklärung der Streitfragen eine Kommission ein, bei der der damalige Expeditionsarchitekt Clarence S. Fisher aussagte, er habe die Tafel bereits einige Monate vor Ankunft Hilprechts im Oktober 1899 zur Reinigung und Abzeichnung erhalten. Demnach könne sie, so Fisher, nicht aus dem besagten Gefäß mit der Sammlung stammen. Die tatsächlichen Umstände des Fundes konnten jedoch auch durch die Befragungen der Kommission nicht mehr geklärt werden.

### Datierung
Eine Datierung der Tontafel wurde mittels paläographischer Methoden, also der Analyse der Schriftzeichen, Syntax und Sprache vorgenommen. Zum Beispiel können die Schreibweise der Zahlen, Längeneinheiten oder Bezeichnung geografischer Objekte Hinweise auf das mögliche Alter geben. Demnach gilt eine zeitliche Einordnung von etwa 1400 v. Chr. als am wahrscheinlichsten – also zwischen dem Ende der Hammurapi-Dynastie und dem Beginn der kassitischen Epoche. Der Stadtplan wird daher in der Literatur oft auch als „Kassitischer Stadtplan von Nippur“ bezeichnet, wenngleich eine eindeutige Zuordnung zu den Kassiten nicht gesichert ist. Spätere Ausgrabungen der 1970er Jahre stützen aber die These der Zuordnung zur Kassitischen Epoche.

## Beschreibung
In der Mitte der Karte steht der sumerische Name der Stadt Nippur En-Lil-Ki „Die Stätte Enlils“. Die Karte zeigt die Stadtmauern mit den Stadttoren, Flussläufe, einige Tempel, Parkanlagen und außerhalb der Stadt die Wallgräben. Die Elemente sind jeweils mit teils akkadischen, teils sumerischen Bezeichnungen beschriftet. Die einzelnen Abschnitte der Stadtmauern sind durchgängig mit Bemaßungsangaben versehen. Offenbar zeigt die Karte nicht die vollständige Stadtstruktur, sondern nur einige ausgewählte Objekte. Hauptsächlich konzentriert sich die Darstellung auf die Stadtmauern und deren Tore.
Kanäle und Stadtmauern sind als parallele Linienpaare dargestellt. Die Linien verlaufen geradlinig und abgewinkelt – die Verwendung von natürlich gebogenen Formen hingegen ist auf Tontafeln wegen der schwierigen Zeichentechnik selten. (Manch andere Karten verwenden jedoch auch zusätzlich Wellenmuster für Flüsse, siehe Abschnitt Vergleichbare Artefakte.) Für die Stadttore und Zugänge zum Tempel verwendete der Kartograf abstrakte Liniensignaturen. Die Beschriftungen verlaufen im Falle der Kanäle und Stadttore im Signaturband bzw. in Richtung der Stadttore, ansonsten sind sie horizontal ausgerichtet. Bemaßungsangaben sind direkt auf die Linien der Stadtmauern gesetzt, wobei zum Teil jedoch Anfang und Ende der Bemaßung etwas unklar ist.
Eine Besonderheit zeigt sich in der linken unteren Ecke der Karte, wo zwei parallele Linien von der Stadtmauer wegführen und doppelt durchgestrichen sind. Hier ist dem Zeichner offenbar ein Fehler unterlaufen.

### Verortung der Karte

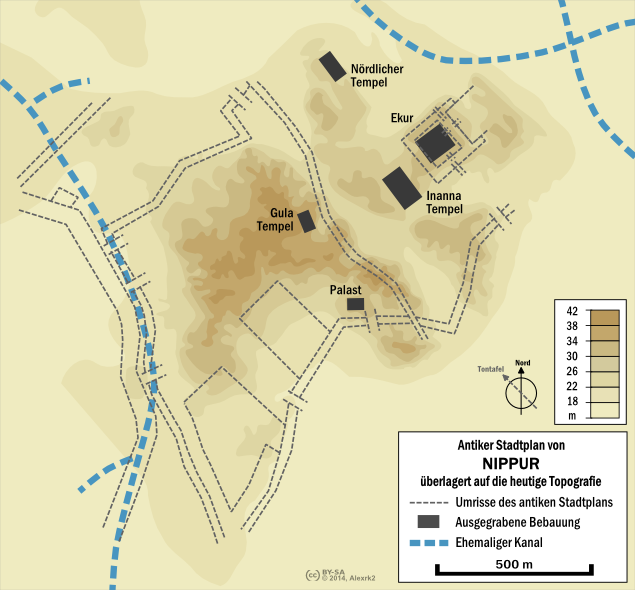
Überlagerung des antiken Stadtplans auf eine moderne topografische Karte (nach Samuel N. Kramer)

Anhand der Beschriftung der Karte und der Nennung des Tempels Ekur lag bereits früh die Vermutung nahe, dass die Karte tatsächlich eine reale Wiedergabe der Stadt Nippur sein müsse. Unklar waren jedoch zunächst deren genaue Orientierung und die Frage des Maßstabes. Clarence S. Fisher stellte in seinem 1905 erschienenen Buch Excavations at Nippur eine erste Interpretation zur Ausrichtung des Plans vor, bei der er sich hauptsächlich an den beiden in der Karte eingezeichneten benachbarten Tempeln Ekur und Ekiur orientierte. Da man südöstlich des Tempels Ekur Hinweise auf einen Vorhof fand, nahm Fisher an, dies müsse der Tempel Ekiur sein und richtete die Karte dementsprechend aus, sodass die Nordrichtung in der Karte etwa um −45 Grad gedreht ist. Bezüglich des Maßstabes nahm Fisher an, die Karte würde lediglich einen Teil der Stadt (rund um die Zikkurat) darstellen.
1955 hatte der amerikanische Assyriologe Samuel Noah Kramer die Gelegenheit, die Tontafel mit dem Stadtplan in der Jenaer Sammlung genauer zu studieren, und veröffentlichte erstmals eine bearbeitete Kopie der Tafel mit Übersetzungen der Keilschrifttexte. Kramer verwarf aufgrund dieser neuen Erkenntnisse Fishers These und schlug eine Nordrichtung von etwa +45 Grad vor. Demnach würde die Karte entgegen Fishers ursprünglicher Theorie nicht nur einen Teil, sondern die komplette Stadt darstellen.
Die Interpretation Kramers konnte durch spätere Ausgrabungen und Forschungsarbeiten überwiegend erhärtet werden. In den 1970er Jahren fand man Reste der Stadtmauer im Bereich der südlichen Spitze. Der in der Karte als „Kanal in der Mitte der Stadt“ bezeichnete Kanal stimmt mit dem Verlauf des Schatt-en-Nil zwischen den beiden Erhebungen des Stadtgebiets überein. Auch wurden Belege für den ursprünglichen Verlauf des Euphrats westlich der Stadt gefunden. Die Namen einzelner Stadttore konnten mit Städten in Verbindung gebracht werden, die jeweils in dieser Richtung liegen; zum Beispiel das Uruk-Tor, das nach Süden zur Stadt Uruk führt.
Entsprechend den Bemaßungsangaben auf der Karte lässt sich ein Maßstab von etwa 1:9200 errechnen. Diese Maßstabszahl passt auch zu der von Kramer und Gibson vorgeschlagenen Georeferenzierung der Karte.

### Beschriftungen
Die folgenden Transkriptionen der Inschriften sind von Kramer übernommen (deutsche Übersetzungen teilweise aus Oelsner Neuere Erkenntnisse zum Stadtplan von Nippur). Die Nummern sind in der beistehenden Karte (identisch bei Kramer) aufgeführt.
1. Enlilki – „Die Stätte Enlils“, die antike Bezeichnung für die Stadt Nippur
2. Ekur – „Berghaus“, die Tempelpyramide (Zikkurat), Tempel des Enlil
3. Ekiur – Tempel der Ninlil, der Gemahlin von Enlil. Für die Existenz dieses Tempels wurden bislang keine Spuren gefunden. Es wird daher vermutet, dass es sich hierbei entweder um eine fehlerhafte Darstellung (beziehungsweise Vermutung des Kartografen hinsichtlich früherer Bebauungen) oder einen projektierten Entwurf der Kassiten zum Wiederaufbau der Stadt handele.[4]
4. Anniginna – „Ein-Fünftel-Einfriedung“ (Lesung und Bedeutung ungewiss). Diese im Flachland liegende Gegend war vermutlich für lange Zeit unbewohnt. Vergleichende Studien mit anderen mesopotamischen Städten zeigen, dass dieses Muster, dass die Stadtmauern neben den dicht besiedelten Wohngegenden auch größere niedrig liegende Freiflächen umschließen, sich wiederholt. Der Zweck dieser Freiflächen ist jedoch ungewiss.[11]
5. Kirishauru – „Garten im Innern der Stadt“
6. Eshmah – Tempel Eschmach (oder auch „Erhabenes Heiligtum“)
7. Buranun – Sumerische Bezeichnung des Flusses Euphrat
8. Nunbirdu – Nunbirdu-Kanal. Die Benennung ist von besonderem Interesse, da der Nunbirdu-Kanal auch explizit im Schöpfungsmythos von Enlil und Ninlil als der Ort benannt ist, an dem Ninlil zum ersten Mal auf ihren Gatten Enlil trifft.
9. Idschauru – „Kanal im Inneren der Stadt“. Entsprechend der Orientierung von Kramer stimmt der Verlauf des Kanals mit dem heutigen Schatt-en-Nil überein.
10. Kagal Musukkatim – Tor der „unreinen Frauen“
11. Kagal Mah – Erhabenes Tor
12. Kagal Gula – Großes Tor. Gibson bemerkt zum Gula-Tor an,[4] dass wenn man statt der wörtlichen Übersetzung Gula „groß“ die Gottheit Gula annimmt, die Richtung des Gula-Tors eine weitere Bedeutung erhält, als das Tor, das zur Stadt Isin, dem Kultzentrum der Stadtgöttin Gula, führt. In Nippur wurde ebenso ein Gula-Tempel ausgegraben.
13. Kagal Nanna – Nanna-Tor. Nanna ist der sumerische Mondgott, Sohn von Enlil und Ninlil.
14. Kagal Uruk – Uruk-Tor. In Richtung des Tors liegt die Stadt Uruk.
15. Kagal Igibiurishe – „Tor, das nach Ur (führt)“. In Richtung des Tors liegt die Stadt Ur.
16. Kagal Nergal – Nergal-Tor. Nergal ist der Gott der Unterwelt, Sohn von Enlil und Ninlil. Das Tor führt in Richtung der Stadt Kutha, des Hauptkultortes Nergals.
17. Hiritum – Stadtgraben
18. wie 17.

### Bemaßungen

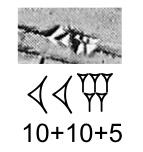
Beispiel für eine Bemaßung „25“

Für die in der Karte eingetragenen umlaufenden Bemaßungen der Stadtmauern ist keine Einheit angegeben. Es wird jedoch davon ausgegangen, dass es sich hierbei um das sumerische gar handelt, welches aus 12 cubit (etwa 50 Zentimeter) besteht. 1 gar entspricht demnach etwa 6 Meter. Die Maße wurden in der Karte im Sexagesimalsystem verfasst. Neben ganzzahligen Werten werden teilweise auch ½ gar (durch drei auf der rechten Seite angefügte Winkelhaken 𒌍) angegeben.
Summiert man etwa die angegebenen Zahlen für den westlichen Verlauf der Stadtmauer auf, so erhält man: 68 + 42 + 46 + 16 = 172 gar, also etwa 1032 Meter.
Setzt man die Bemaßungen ins Verhältnis mit den dazugehörigen Streckenabschnitten innerhalb der Karte, so lässt sich bedingt von einer maßstabsgerechten Abbildung sprechen. Die Frage, wie gut die Maßangaben mit der Realität übereinstimmen, lässt sich nur eingeschränkt beantworten, da ein Großteil der Stadtstruktur bislang noch nicht durch archäologische Ausgrabungen gesichert ist. Es lässt sich nur sagen, dass die Karte erstaunlich gut dem Befund der Ruine entspricht.

## Vergleichbare Artefakte
Bislang ist der Stadtplan von Nippur bezüglich seiner Qualität und Vollständigkeit ohne vergleichbares Beispiel in der vorderasiatischen Archäologie. Es gibt neben diesem Fundstück nur noch einige wesentlich kleinere Bruchstücke aus sumerischer und babylonischer Zeit mit stadtplanartigen Darstellungen. Verglichen mit der enormen Menge administrativer oder juristischer Keilschrifttexte ist der Anteil kartografischer Abbildungen insgesamt äußerst gering.
Weitere Fundstücke mit Stadtplänen:
- Fragment eines Stadtplans von Tuba, einem Vorort von Babylon; etwa um 605–562 v. Chr.(?); 7,9 × 10,7 Zentimeter. Der Plan zeigt den Euphrat (als ein mit Wellensignatur gefülltes Band), die Bezeichnung Tuba und das Šamaš-Tor. (British Museum, MB 35385[artefakt 2])
- Fragment eines Plans des Tempels Enlil in Nippur oder Babylon; spätbabylonisch (1. Jahrtausend v. Chr.); 7,5 × 4,5 Zentimeter. (British Museum, MB 73319[artefakt 3])

Daneben gibt es auch eine Reihe von Karten kleineren Maßstabes, die Felder und Bewässerungssysteme zeigen. Zum Beispiel eine Karte der Gegend um Nippur um 1500 vor Chr. (University of Pennsylvania CBS 13885). Auch Pläne noch größeren Maßstabes sind bekannt, welche Grundrisse von Tempelanlagen darstellen. Eine berühmte, im Louvre ausgestellte Gudea-Statue hält auf ihrem Schoß eine Bauzeichnung für eine Tempelanlage zusammen mit einem Stift und einem Maßstab.